# بوبي ورث
بوبي ورث (بالإنجليزية: Bobby Worth)‏ هو ملحن وكاتب أغاني أمريكي، ولد في 25 سبتمبر 1912، وتوفي في 17 يوليو 2002.

## وصلات خارجية
- بوبي ورث على موقع IMDb (الإنجليزية)
- بوبي ورث على موقع ميوزك برينز (الإنجليزية)
- بوبي ورث على موقع ديسكوغز (الإنجليزية)